# Бабочка (рыбка)

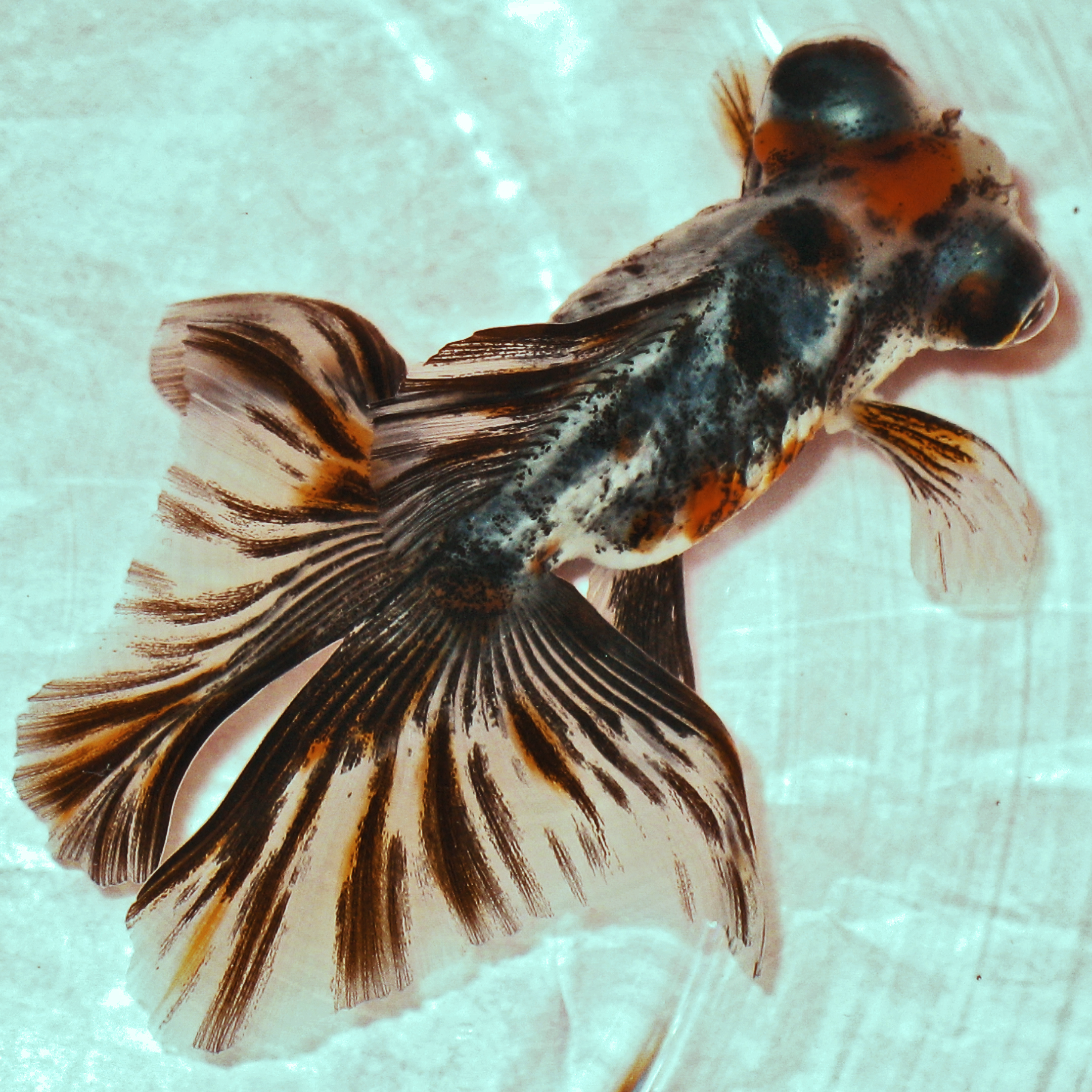
Золотая рыбка «Бабочка» (ситцевая разновидность)

Бабочка дзикин (яп. 地金, слиток)) — одна из искусственно культивированных декоративных пород аквариумной «золотой рыбки» (лат. Carassius gibelio forma auratus (Bloch, 1782)), отличающаяся раздвоенным хвостовым плавником напоминающим по форме крылья бабочки.

## Наименования
Телескоп-бабочка, бабочкин хвост, англ. Butterfly tail, Butterfly telescope

## История происхождения
Золотые рыбки под именем «Бабочка» являются разновидностью телескопов и имеют несколько породных вариаций.

## Описание
Золотая рыбка размером до 20 см. От всех пород и видов отличается формой хвостового плавника, который — если смотреть сверху, похож на бабочку. Эта разновидность золотой рыбки была признана в качестве основной породной линии в нескольких публикациях по аквариумному любительскому рыбоводству. Именной термин «Бабочка» является обобщающим и сокращённым именем многих вариаций этой породы с отличительным признаком в виде формы хвостовых плавников.

### Вариации
Вариационные разновидности данной породы рыбок в основном отличаются только цветом.
- Ситцевая бабочка (изображение на верхней фотографии) похожа на выкованную из чернёного серебра изящную форму рыбки с веерообразными вуалевыми плавниками;
- Чёрно-белая бабочка — «Панда»: похожа на большую китайскую панду;
- Апельсиновая бабочка — сплошь оранжевого цвета, которую ещё называют «красной бабочкой»;[4]
- Красно-белая бабочка — формой не отличается от остальных, но по окрасу своеобразна и оригинальна: тело покрыто крупными красно-белыми пятками, а на хвостовом плавнике — мелкие чёрные крапинки и небольшие пятнышки;[5]
- Красно-чёрная бабочка — все окончания плавников красной рыбки, чёрные;[6]
- Чёрная бабочка.[7]
- Бабочка-помпон[8]

Появляются вуалевые разновидности с удлинённой формой плавников, но утратив хвостовую форму в виде бабочки, они уже не так великолепны.
Требовательны к высокому содержанию кислорода в воде. Легко переносят низкую температуру и не требуют подогрева. Можно содержать в стае со спокойными породами и разновидностями рыб, но не желательно содержание с харациновыми рыбами и иными активными и бойкими рыбками, которые могут трепать их хвосты и обрывают их плавники. Цихлиды и бойцовые рыбки могут высосать глаза.